# Sonacome
La Sonacome (acronimo di Société nationale de construction mécanique) è una casa produttrice di camion algerina di proprietà statale, fondata nel 1967.
È anche conosciuta come Société nationale des véhicules industriels, come si evince anche dal logo SNVI, che ne è la sigla.

## Risultati sportivi
La casa costruttrice algerina, in passato, ha partecipato ad alcune edizioni del Rally Dakar, vincendo l'edizione del 1980 con il pilota algerino Zohra Ataouat

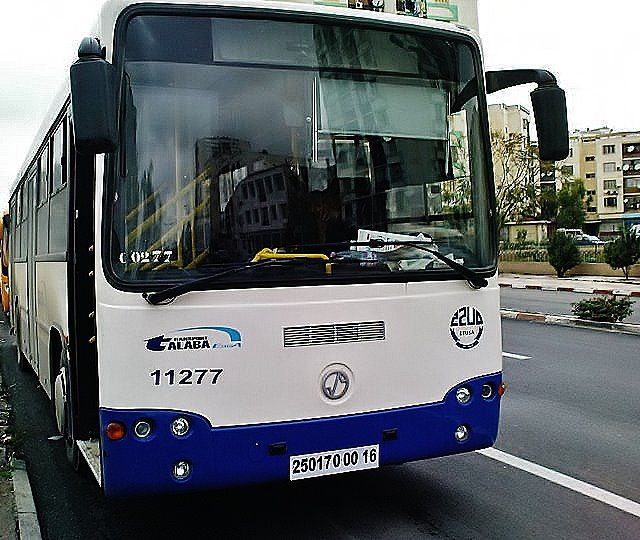
Autobus 100 L6